# Караелга (приток Аксакалки)
Караелга — река в России, протекает по Кувындыкскому району Оренбургской области. Длина реки составляет 21 км.
Начинается к югу от города Кувандык. Течёт в южном направлении до сёл Адаево и Старозайцево, затем сворачивает на юго-запад. Впадает в реку Аксакалка слева в пойме Урала. Ранее устье реки находилось в 1558 км по правому берегу реки Урал.
Основные притоки — Грязнушка 1-я (лв), Грязнушка 2-я (лв), Жураковка (лв), Каменная (лв).

## Данные водного реестра
По данным государственного водного реестра России относится к Уральскому бассейновому округу, водохозяйственный участок реки — Урал от города Орск до впадения реки Сакмара. Речной бассейн реки — Урад (российская часть бассейна).
Код объекта в государственном водном реестре — 12010000812112200004348.